# Bourawali
Bourawali est un village du département et la commune rurale de Kouka, situé dans la province des Banwa et la région de la Boucle du Mouhoun au Burkina Faso.

## Démographie
- En 2003, le village comptait 417 habitants estimés[2].
- En 2006, le village comptait 472 habitants recensés[1].